# East Bay (Jordan Lake)
East Bay – zatoka (ang. bay) jeziora Jordan Lake w kanadyjskiej prowincji Nowa Szkocja, w hrabstwie Queens; nazwa urzędowo zatwierdzona 28 kwietnia 1931 (potwierdzona 10 września 1953).